# さくら野百貨店
さくら野百貨店（さくらのひゃっかてん、英: SAKURANO DEPARTMENTSTORE）は、東北地方で展開している日本の百貨店である。
北上店を除き、日本百貨店協会に加盟している。

## 概要
さくら野百貨店は1978年（昭和53年）に設立された百貨店連合（後にダックビブレ、ダックシティとなる）を前身とした百貨店である。同名法人としては現在の法人は3代目にあたる。
百貨店連合及びニチイ（後にマイカル）グループ時代のダックビブレ、ダックシティ、マイカルから独立した初代のさくら野百貨店についてはダックビブレを参照。
2005年（平成17年）4月、初代のさくら野百貨店は、仙台店を運営する2代目のさくら野百貨店（エマルシェ）、仙台店の資産管理をするさくら野DEPT仙台、仙台店以外の東北の店舗を運営するさくら野東北 に会社分割された。このときに分割されたさくら野東北が後に改称して3代目のさくら野百貨店となる。さくら野東北時代は、2代目のさくら野百貨店との経営統合を目指した時期もあったものの実現しなかった。
2009年（平成21年）には、2代目のさくら野百貨店が経営再建策の一環として、さくら野東北の株式を不動産会社の武田とその関係者へ譲渡したことで、株式の持ち合いを解消。（後に資本整理が行われ、エマルシェが倒産した際には、3代目のさくら野百貨店は『（エマルシェは）資本関係が一切ない別企業である』と説明している。）
2代目のさくら野百貨店が2010年8月に法人名をエマルシェに改称 したのと時を同じくして、さくら野東北が3代目となるさくら野百貨店へ改称 している。

### さくら野百貨店として
3代目のさくら野百貨店となってからは、2010年（平成22年）9月に北上店で1階から4階まで直営売場であったものを、3階の4割と4階に外部テナントを導入する実質的な規模縮小を伴う大改装を実施し、2012年（平成24年）2月期末には主要株主の不動産会社武田から約15億-20億円の債権放棄を受けて債務超過を解消した。その後、2013年（平成25年）2月期中に食料品売り場を約2,600m2から約2,000m2に縮小して他の品目の売場に転換するなど弘前店の改装を行った のを皮切りに、2014年（平成26年）2月期中には八戸店、2015年（平成27年）2月期中には青森店、2016年（平成28年）2月期中には北上店と順次各店の改装を進めていくことで競争力を高め、毎年20人前後の人材採用を行って人材育成も行うなど店舗と人材への前向きな投資を行い、コスト削減と平行して進めることで売上高経常利益率3%を目指す事業成長の段階への移行を図っている。
2023年（令和5年）には経営基盤強化のため、グループ企業としてさくら野八戸・さくら野弘前を設立し、八戸店・弘前店の経営を移管した。これにより、さくら野百貨店は経営持株会社に移行し、青森本店の経営に集中することになった。また、北上店はいわて北上リテールマネジメントに経営移管され、さくら野百貨店グループから外れたが、ライセンス契約により引き続きさくら野百貨店として営業している。

## 沿革
2005年4月1日以前についてはダックビブレを参照。
- 2005年（平成17年）4月1日 - 初代のさくら野百貨店の会社分割によりさくら野東北株式会社設立。青森店（青森本店）、弘前店、八戸店、北上店、石巻店の営業を引き継ぐ。屋号は「さくら野百貨店」を継続。仙台店は2代目のさくら野百貨店が営業を引き継ぐ。
- 2008年（平成20年）4月27日 - 石巻店を閉店[11]。
- 2009年（平成21年） - 2代目のさくら野百貨店との株式の持ち合いを解消。
- 2010年（平成22年）
  - 8月1日 - 社名を株式会社さくら野百貨店に改称。（2代目のさくら野百貨店は株式会社エマルシェに同日改称）
  - 9月 - 北上店で直営売場の縮小、テナント導入を伴う改装を実施。
- 2012年（平成24年）2月期末 - 主要株主の不動産会社武田から約15億-20億円の債権放棄を受けて債務超過を解消[5]
- 2013年（平成25年） - 弘前店で直営売場縮小を伴う改装を実施。
- 2014年（平成26年） - 八戸店で改装を実施。
- 2015年（平成27年） - 青森本店で改装を実施。
- 2016年（平成28年） - 北上店で改装を実施。
- 2023年（令和5年） - 北上店の経営を8月に設立する新会社『いわて北上リテールマネジメント』に承継させる新設分割を行う予定と発表。さくら野百貨店と新会社はライセンス契約を結び、営業を継続予定としている[12]。この経営継承により、北上店は日本百貨店協会非加盟となった。また、八戸店はさくら野八戸株式会社、弘前店はさくら野弘前株式会社に経営を移管した。

## 店舗

### 青森本店
1951年6月にカネ長武田百貨店がカネ長武田百貨店青森店 として開店。
経営母体の再編に伴って武田山田百貨店（カネ長武田百貨店と山田百貨店とイチムラの合併）、百貨店連合（武田山田百貨店と丸光小美屋を吸収合併した元経営統合事業体）、ダックシティ、ダックビブレ（以上の4法人についてはダックビブレを参照）と経営が引き継がれ、店名も'ダックシティカネ長武田青森店、青森ビブレ と変遷した。
マイカルグループの経営破綻により、ダックビブレがマイカルグループを離脱し（初代の）さくら野百貨店となった時点で、店名をさくら野百貨店青森店とした。経営再建計画の一環で、2005年4月に初代のさくら野百貨店からさくら野東北（3代目にあたる現在のさくら野百貨店）が分割 されると、さくら野東北へ経営が引き継がれ た際に本社機能が置かれるようになり、さくら野百貨店青森本店を名乗るようになった。
1977年に開業したサンロード青森 をはじめとして、郊外型店の出店が相次いでモータリゼーションの進展と相俟って郊外への買い物客の流出が生じ、2003年には青森県の地場百貨店である松木屋が閉店、2017年には青森市の第三セクターが運営する再開発ビルであるアウガが商業施設としての営業を終了、2019年には中三青森本店が閉店した事から、主に青森市の中心市街地の核となっている。
青森本店の建物の所有者は、不動産業の武田株式会社。さくら野百貨店のルーツの一つであるカネ長武田百貨店の関連会社であり、現在も看板には、カネ長武田のロゴタイプが掲げられている。

### 八戸店
1968年（昭和43年）6月28日に青森県八戸市三日町丸光八戸店として開店し、開店2時間前から八戸駅 前まで続くほどの集客力で開業初日に約5万人の買い物客を集め、同日開業の緑屋八戸店と合せて祭り並みの人出となって八戸警察署が警察官42人を出して交通整理や警備に当たるほどの賑わいでスタートした。
経営母体の再編に伴って丸光小美屋、百貨店連合、ダックシティ、ダックビブレと経営が引き継がれ、店名も'ダックシティ丸光八戸店、八戸ビブレと変遷した。マイカルグループの経営破綻により、ダックビブレがマイカルグループを離脱し（初代の）さくら野百貨店となった時点で、店名をさくら野百貨店八戸店とした。その後、経営再建計画の一環で、2005年4月に初代のさくら野百貨店からさくら野東北（3代目にあたる現在のさくら野百貨店）が分割 されると、さくら野東北へ経営が引き継がれた。
1969年（昭和44年）11月13日に以前から営業していた地場資本の百貨店丸美屋が閉店に追い込まれ、隣接して衣料品店を経営していた三春屋が買収して 百貨店としての営業に乗り出すなど当店の進出は大きな影響を与えた。
1970年（昭和45年）11月6日に開店した長崎屋八戸店 や1971年（昭和46年）10月7日にニチイ八戸ショッピングプラザ などと競争しながら共に中心街を代表する大型店として営業し、1978年（昭和53年）には地場資本の百貨店だった三春屋と共に大規模な増床をし、1980年（昭和55年）4月19日に開店したイトーヨーカドー八戸店 を含む大型店同士で激しい競争を繰り広げた。
近年はモータリゼーションの進展の影響で1995年（平成7年）に約33.2万人だった中心街の通行量が2005年（平成17年）に約18.1万人に減少して、1997年（平成9年）に合計約730億円あった中心街の売上高が2002年（平成14年）に合計約508億円と急激に落ち込んでラピア、イオン下田、ピアドゥなどの郊外型ショッピングセンターの売上が2002年（平成14年）に合計約440億円と匹敵するレベルに達するなど急激に進んだ中心街の空洞化の影響を受け、1985年（昭和60年）に開店したヴィアノヴァ と同じくファッションビルのチーノはちのへにおける債権が青森銀行から外資系ファンド、さらに外資系ファンドから地元資本に売却され、2003年（平成15年）4月 に移転を理由にイトーヨーカドー八戸店が撤退する など店舗周辺の商業環境は厳しくなっているものの、八戸市中心市街地における百貨店の営業を続けている。
現在も百貨店として展覧会などの各種催事も行われている。
1996年（平成8年）10月に地権者25人が設立した三日町番町地区市街地再開発準備組合の核店舗として当店が想定されていたが、ダックビブレの経営破綻で構想が宙に浮いて地権者全員の同意が得られなくなり、2004年（平成16年）4月に組合が解散して再開発構想自体が挫折した。
その後2007年（平成19年）1月に活性化策の一環として当店と近隣の金入や類家大学堂薬局を合せた敷地面積7,750m2を一体的に再開発する構想が浮上して再び店舗の再開発構想があったが、実現しなかった。
2024年2月期決算の同店の売上高は17億6800万円。2024年版 東商信用録（東北版）の格付はC。

#### 施設およびビル内に同居する他施設
- 八戸店が建つ前の当地には三浦哲郎の生家があった。
- さくら野ビルの正式名称は「大学堂ビル」である。入居する大学堂薬局が名称の由来となっている。
- 丸光時代には地元八戸出身の菊地陽子が幼少期に描いた絵がシャッターに描かれていた（集英社発行のアイドル雑誌『明星』にも写真が掲載された）。
- 地上6階・地下1階の構造で、屋上部にはかつての展望台（現在は閉鎖）も設置されている。
- 4階 - 6階と地下1階部分については、1階 - 3階よりも天井が低くなっている。
- エスカレーターについても、1階 - 3階方向では2人分のスペースであるが、3階 - 6階方向および1階 - 地下1階方向については1人分のスペースである。筐体そのものは丸光時代のからのものだが、上りの全てと下りの一部の機構が新しいものに更新されている。
- ビル内のロッテリアの跡地に貴金属買取専門店が入居している。
- ビル内の入口と独立したスペースに「街カフェみなと」が入居している[注釈 2]。
- 隣のさくら野駐車場はさくら野各階と連結している。
- 隣の「カネイリビル」はさくら野に直接連結しており、相互連絡が可能である。
- 隣の「はっち」は老朽化が進んださくら野の新築時に連絡通路を新設できる設計になっている。

### 弘前店
弘前市の城東地区（JR・弘南鉄道弘前駅からみて若干北東側の位置）に所在する郊外型店舗。地上4階建ての本館に加え、車道を挟んで斜め向かいに立体駐車場併設の別館「ラフォルテ」、また「ラフォルテ」に隣接する形でシネマコンプレックスのイオンシネマ弘前（旧ワーナー・マイカル・シネマズ）があり、これらを総称して「弘前さくら野シティ」と呼ばれる場合がある。

#### 沿革
1971年（昭和46年）3月6日に中三弘前店と隣接して土手町に開店したカネ長武田百貨店弘前店 が経営母体の再編に伴って百貨店連合、ダックシティ、ダックビブレに引継がれて店名もダックシティカネ長武田弘前店 へ変遷し営業を続けてきた。（ダックビブレ#ダックシティカネ長武田弘前店を参照）
1993年（平成5年）10月1日 に土手町の旧店舗を閉店して弘前市郊外（城東北）の現在地に弘前ビブレとして移転。
1994年（平成6年）9月に弘前ビブレと隣接する形でシネマコンプレックスのワーナー・マイカル・シネマズ弘前を開設。
2002年（平成14年）10月に経営母体のダックビブレの破綻とその後の再建に伴ってさくら野百貨店弘前店となり、その後運営する企業は初代さくら野百貨店からさくら野東北そして3代目さくら野百貨店と変遷している ものの店名はこの間同一で営業している。
2013年（平成25年）2月に食料品売場を約2,600m2から約2,000m2に縮小して他の品目の売場に転換するなど改装を行う計画が進み、 残った約600m2には現在、薬局（ドラッグストア）が入っている。

#### 施設構成
- 本館
  - 1階から3階がメインの売場であり、1階は食料品と銘店・服飾雑貨・化粧品・不二家ショップ・都市型ドラッグストアのスーパードラッグアサヒ、2階は紳士服・婦人服、3階は呉服・子供服・雑貨・生活用品とメガネ（富士メガネが運営）・文具・ヴィレッジヴァンガード・CD（バンダレコードが運営）・書籍（宮脇書店が運営）・サンキューマート・セリアなどをそれぞれ主体としたフロアで構成されている。1階にはマクドナルド・北の綿雪、2階にはカフェ、3階には和食レストランがあるほか、別館「ラフォルテ」内でも飲食店が営業している。ビブレ時代から28年間、熱帯魚などの観賞ができた「アクアリウム渡嘉敷水槽」という大型の水槽が存在していたが、2021年11月2日をもって展示を終了した[37]。
  - 4階はゲームセンター（ソユーが運営）とレストラン・中華レストラン・ラーメン・そば・パキスタン料理のレストラン街のほか、天然温泉「岩木 天望の湯」や展示・イベントで使用可能な文化ホールで構成されている。かつては弘前ねぷたの展示コーナーと津軽地方各地の特産品・名産品を販売するスペース「津軽遊学館」、ホテル「RICORSO HIROSAKI」も存在していた。
  - 岩木天望の湯
    - 天然温泉ホテル「RICORSO HIROSAKI」（リコルソ弘前）の跡地を改装、宿泊機能を廃止した温泉施設。新たに女性限定で岩盤浴、男性限定で高温サウナを備える。2022年4月22日に開業予定[38]。
      - 利用料金
        - 450円 / 併設フィットネスジム「StyleFit弘前」会員：350円

      - 営業時間
        - 温泉入浴　10:00 - 23:00

    - 弘前ビブレ時代から本館4階にプール付きホテルの「RISONARE MELA」（リゾナーレ メラ）→「EXCCELENT MELA」（エクセラン メラ）が営業していたが、2004年2月ごろに閉鎖され、同年12月には「ホテルさくら野」 と「さくら野温泉」が開業した。開業当初「さくら野温泉」は24時間営業であったが、2005年秋より営業時間が10時から深夜1時、2006年（詳細時期不詳）には深夜0時までに短縮され、その後6時から9時までは早朝営業もしていた（早朝営業では岩盤浴の利用不可）。2006年ごろまでは利用料金1500円で岩盤浴も利用出来たが、1000円に値下げしてからは岩盤浴利用料金として700円が別途必要となっていた。その後、2009年3月をもって「ホテルさくら野」と「さくら野温泉」は閉店した。
    - 2009年4月、前月に閉店した「ホテルさくら野」と「さくら野温泉」に代わり、天然温泉ホテル「RICORSO HIROSAKI」が開業したが、2021年8月31日をもって営業を終了した[39]。その後温泉部分は改装を経て「岩木天望の湯」として存続したが、宿泊機能は失われた。「さくら野温泉」時代は入口で靴を脱ぐ方式であったが、「RICORSO HIROSAKI」では温泉入口（休憩室入口）で靴を脱ぐ方式に変更された。岩盤浴は安全性のため中学生以上の利用となっている。
- ラフォルテ
  - 1階はかつて「ホビー館」の名称で主に雑貨などを取り扱う店舗であったが、現在はカジュアル衣料品を扱うRight-onやモンベル・SPC・ドトールコーヒーなどが入居。また2階では、当初「一兆Vボウル」（ボウリング場）が入居しており、その後「エスタディオVボウル弘前」→「マスターズVボウル弘前」→「Vボウルカフェ弘前」と名称が変わり、現在は「弘前ファミリーボウル」とソユーが運営していたゲームセンター（2017年8月31日閉店）跡地には2018年5月1日に「カラオケスタジアム」（カラオケボックス）がオープンし営業中。
- イオンシネマ弘前
  - 「ワーナー・マイカル・シネマズ弘前」として1994年9月23日開館（6スクリーン、1297席）。2013年7月1日に「イオンシネマ弘前」へ改称した。
  - ワーナー・マイカル・シネマズとしては全国5番目かつ東北初の劇場かつ東北初のシネマコンプレックスであり、現存するイオンシネマの中では海老名（ワーナー・マイカル・シネマズ第1号館）に次いで古い[40][注釈 3]。
  - ワーナー・マイカル・シネマズが初期に展開した劇場（海老名・東岸和田・高岡・宇多津）はすべて駅前型の立地であったが、当館は完全なる郊外型の劇場であり、郊外型シネマコンプレックスの先駆けとなった。

#### 交通アクセス
- 国道7号弘前バイパスにも近接し、2,200台収容の平面・立体駐車場が併設されていることから、マイカーでのアクセスも比較的容易であり、地元の弘前市・黒石市・平川市など津軽地方一円の各市町村のみならず、秋田県北部の大館市・北秋田市などからの買い物客がいるほか、弘前バスターミナルや弘前駅城東口から城東環状100円バスも乗り入れているため、列車を利用してくる買い物客も少なくない。

### 北上店
2000年（平成12年）3月に岩手県北上市本通りの市街地再開発事業で竣工した「ツインモールプラザ東館」にダックビブレが経営する北上ビブレとして開業し、経営母体のダックビブレの破綻とその後の再建に伴って2002年（平成14年）10月にさくら野百貨店北上店となり、その後運営する企業は、初代さくら野百貨店からさくら野東北、そして3代目さくら野百貨店と変遷している ものの、店名は2023年8月まで同一だった。なお、東北地方では新規出店最後発の百貨店である。
従来1 - 4階を賃借して売場としてきたうちの3階の40%と4階の売場での営業を終了させて2010年（平成22年）9月から衣料や雑貨、飲食などの外部テナントを導入するという北上店の大幅な規模縮小を伴う大改装を行い 経営効率の改善を目指した。
この改装に伴ってビルを所有・管理している北上都心開発は賃貸が返上された約3,000m2の新たなテナントを募集を行う など対応に追われると共に、国から借りている市街地再開発事業資金の返済を5年間先延ばしたため、その間北上市が肩代わりを余儀なくされるなどの影響が生じている。
2023年（令和5年）に賃料負担の重荷を理由に本社が家主の北上都心開発へ2024年3月の出店終了を申し入れたが、家主が店舗運営を引き取り、本社へロイヤリティを支払うフランチャイズ方式で継続することで合意したことが報じられた。同年8月にかつての仙台店と同様に新設分割会社「株式会社いわて北上リテールマネジメント」へ店舗の権利や従業員の承継とともに新会社の株式が家主に売却され、北上店から『TM（ツインモール）さくら野』の店名称に変更した。ただし屋号としては『さくら野百貨店北上店』を使用している。これにより日本百貨店協会非加盟となったが、全国百貨店共通商品券の利用（販売は終了）や、「さくら野カード《セゾン》」の共通利用は変更なかったが、2025年（令和7年）10月1日より全国百貨店共通商品券の使用を終了する予定である。

#### 施設構成など
- 岩手県北上市の中心部に位置する都市型ショッピングモール「ツインモールプラザ」の東館として営業している（北緯39度17分17.8秒 東経141度6分56.5秒 / 北緯39.288278度 東経141.115694度）。
  - さくら野百貨店の売場は東館の1階から4階で、1階が食料品（生鮮・一般食品部門及びインストアベーカリーコーナーはいわて生活協同組合のスーパーマーケット『ベルフ北上』が運営[注釈 4]）とファッショングッズ・婦人靴・化粧品・フラワーショップ・薬局（弘前店と同様都市型ドラッグストアのスーパードラッグアサヒが運営）・催事場、2階が婦人服・紳士服・子供服・下着・呉服・時計・宝石と軽食喫茶、3階がインテリア・生活用品とカジュアルウェア（ライトオンがテナントとして入居の上運営）・靴（紳士靴・スポーツシューズ・カジュアルシューズ。シュープラザが運営）・メガネ・100円ショップ（セリアが運営）・手芸用品（クラフトハートトーカイが運営）、4階は書籍・文具・雑貨とゲームコーナー（ソユーの運営）・レストラン街の各フロアで構成されている。
  - 1階のフラワーショップ、2階の呉服・時計・宝石売場、3階のメガネコーナー、4階の書籍売場はそれぞれ地元資本の専門店が入居し営業している。
  - 1階食料品売場には休憩・イートインスペースを兼ねたフードコートも併設され、サブウェイ・ドトールコーヒー・一口茶屋などの各種ファストフード店が入居している。
  - 5階には弘前・福島と同様にシネマコンプレックスのイオンシネマ北上（旧：ワーナー・マイカル・シネマズ）が入居している。
- 東館2階と西館2階とは『りぼん橋』の愛称を持つ連絡通路で繋がっており、東館は北上市本通り二丁目・西館は新穀町一丁目のため番地が異なる。
- 道路を挟んだツインモールプラザ西館はさくら野ではなく北上都心開発の管轄であり、1, 2階は2021年3月に北上市保健子育て複合施設hoKkoが開設。7，8階は北上都心開発がフランチャイズ経営するコナミスポーツクラブが入居している。3階から6階は市営立体駐車場となっている。
- 1,600台収容の駐車場（収容台数は上述の市営/西館両立体駐車場の合計）を備え、国道4号北上バイパスと国道107号との交差点や東北自動車道北上江釣子ICにも近い位置にあることから、中心市街地の都市型店舗ながらマイカーでも比較的スムーズにアクセスできる。このこともあって地元の岩手県内のみならず、隣接する秋田県南部からの買い物客の利用もある。百貨店としての機能だけでなく、郊外型ショッピング・モールとしての要素もあり、休日になると家族連れなどで賑わい、周辺道路が混雑する。
- 2012年に2ヶ所のバス停が「まちなかターミナル」(本通り二、本石町一)として再整備され、基本的に道路の反対側へ渡る必要が無くなり、北上駅行きとそれ以外の各路線が隣接するバス停に停まるようになった。

## かつて存在した店舗
かつて同グループに所属したさくら野百貨店仙台店（仙台市）についてはエマルシェを参照。

### 福島店
1930年（昭和5年）に山田呉服店として創業し、1948年（昭和23年）に福島県福島市の本町通に百貨店を開業し、1973年（昭和48年）11月13日にJR福島駅前の平和ビルに移転・増床した山田百貨店 が、経営母体の再編に伴って百貨店連合、ダックシティ、ダックビブレに引き継がれて、店名もダックシティ山田福島店、福島ビブレ と変遷しながら営業を続けた。
1985年（昭和60年）6月19日には同じ平和ビル内にあったハトヤストアの売り場を引継いで売場面積12,251m2を増床 して、東北新幹線開業に合わせて福島駅西口の昭栄製糸工場跡に進出したイトーヨーカ堂 などに対抗し続けた。
1993年（平成5年）3月にマイカルの経営方針で同社の店舗ブランドであるビブレを用いることになって福島ビブレと改称し、山田百貨店の名称は完全に姿を消すこととなった。
1998年（平成10年）3月に山田百貨店から引き継いだJR福島駅東口の平和ビルの旧店舗を閉店し、1000台収容の立体駐車場や7館からなるシネマコンプレックスを持つJR福島駅北側の福島市曾根田町（現：曽根田町）の新店舗へ移転して 営業を引き継ぎ、若い女性を主要顧客として2001年（平成13年）2月期には売上高約90億円 を上げた。
翌年2002年（平成14年）2004年（平成16年）2月期には売上高55億8300万円 に落ち込み、2002年（平成14年）3月から賃料の3割減免を受けて年間3億～4億円の負担軽減がされていた にもかかわらず2億円弱の赤字 に陥った。
しかし同年9月14日、親会社のマイカルと同時にダックビブレも経営破綻。経営母体の破綻の影響で、信用不安から売れ筋商品が1年近く入らなくなって一気に客足が遠のいた。その後の再建策により、2002年（平成14年）3月から賃料の3割減免を受けて年間3億円から4億円の負担軽減がなされ、9月にさくら野百貨店福島店に名称変更 して再スタートを切ったが、2001年（平成13年）2月の高速バスにおける規制緩和によって仙台 - 福島線にて増便・運賃値下げ競争が年々激しさを増し、仙台市に買物客が流出。2004年（平成16年）2月期には売上高55億8300万円 に落ち込み、2億円弱の赤字 に陥った。
賃料の減免は当初2年間とされていたため、2003年（平成15年）7月から三井住友銀リースと減免延長の交渉を行ったが決裂して、2004年（平成16年）10月28日に契約解除が決まった。初代さくら野百貨店は2005年（平成17年）3月21日に福島店を閉店し、山田呉服店として創業して以来75年の歴史に終止符を打った。
閉店後は、JR福島駅前の福島駅前通りのニュー福ビルに贈答品や制服などを扱うサテライト店を開設して、一部業務を引き継いだが、こちらも後に閉店した。
跡地には、閉店直前に福島商工会議所などの提案で福島市役所移転が検討された が実現せず、2010年（平成22年）にビルを所有していた積水ハウスから、福島市の第三セクター福島まちづくりセンターが約9億円で土地と建物を取得し、同年11月25日に同社が運営するダイユーエイトを核店舗とする曽根田ショッピングセンターMAXふくしまが開業している。
山田百貨店から福島ビブレ時代まで入居していた平和ビルは、福島ビブレが曾根田町へ移転後、旧福島ビブレに隣接していた中合が1998年に出店し、「中合福島店・2番館」として紳士服や食品などの売り場を開設した が、後に耐震補強などの兼ね合いから2017年8月31日に閉店している（中合を参照）。

### 石巻店
前身である丸光石巻店（1955年 - 1967年、初代）、丸光石巻店（2代目）及びダックシティ丸光石巻店（1967年 - 1996年）についてはダックビブレ#ダックシティ丸光石巻店を参照。
1955年（昭和30年）に宮城県石巻市の橋通りに丸光が開店した丸光石巻店 を前身とする店舗。丸光石巻店（初代）から数えて石巻店としては3代目にあたり、1996年3月にJR石巻駅前に新店舗が完成すると、2代目店舗であるダックシティ丸光石巻店から移転し、ダックビブレ運営の石巻ビブレとして開店した。
マイカル及びダックビブレの経営破綻とその再建により、ダックビブレがマイカルグループを離脱し、商号をさくら野百貨店（初代）と改称した2002年10月にさくら野百貨店石巻店と店名を変更した。2005年4月にさくら野百貨店が民事再生計画に沿ってさくら野東北を分割した 際には、さくら野東北運営となった。
石巻駅前に移転から3年後の1999年7月、6階部分を増床しシネマコンプレックス（ワーナー・マイカル・シネマズ）が開業した が、2007年1月に郊外の蛇田地区に開業したイオン石巻ショッピングセンター（後のイオンモール石巻）へ移転する形で閉店、前後して周辺に郊外型店の出店が相次ぐなどして顧客を奪われて、売上高がピーク時の1998年の約89億円から2007年（平成19年）に約36億円に減少して2億円を超える赤字となった。2004年から続く赤字が拡大する恐れがあるとして 2008年4月27日に閉店して、1955年の丸光以来、石巻での同店の歴史に終止符を打った。
閉店後、さくら野百貨店は石巻店跡となる土地・建物及び現金2億円を石巻市に寄付し、閉店から約2ヵ月後の2008年6月28日に1階部分がスーパーを含む複合商業施設エスタとして開業し、2010年3月から石巻市役所が移転した。旧庁舎より市内各地からのバスが便が良く、高齢化時代にふさわしい立地と評価されている。
エスタは2011年3月11日に発生した東日本大震災により1階部分が浸水した為長期休業となった。その後、営業再開をしたものの震災後の中心市街地の人口減などの影響で経営不振となり、2017年5月に閉店。閉店後も営業を続けていたテナントゾーンも2018年中に全て閉店となった。2020年4月23日にイオン東北 が1階の跡地に居抜き出店し、イオン石巻駅前店をソフトオープン。エスタに出店していた食品スーパーのように直営売場を食料品や日用品などに特化したスーパーマーケット業態となり、100円ショップ・かまぼこ・婦人服・化粧品・美容室・整骨院・印章といった専門店も出店し、100円ショップ以外は以前エスタにも出店していた地元店が中心となる。なお、本店舗がイオン東北発足後初の新規店舗となった。

## プロ野球の優勝・応援セールの扱い
さくら野百貨店の前身の一つであるカネ長武田百貨店の創業者が、青森県内のヤクルトの営業拠点である青森ヤクルト販売を創業した経緯から、東京ヤクルトスワローズの優勝翌日や、クライマックスシリーズ・日本シリーズ終了の翌日から数日間青森県内3店舗と北上店でセールを実施している。
一方でさくら野百貨店は東北楽天ゴールデンイーグルスのオフィシャルスポンサーであるため、2013年に球団が優勝・日本シリーズ制覇した際には優勝セールが実施された。
このため、ヤクルトと楽天がどちらも優勝するか、いずれかまたは両方が2位・3位でもクライマックスシリーズを突破して日本シリーズで対戦した場合、どのような形でセールを行うかは実例がないため未定。
なお、百貨店連合→ダックシティ→ダックビブレ時代に参加していたマイカルグループは1990年代から経営破綻直前まで読売ジャイアンツの応援活動を行っていたが、この間も青森県では独自にヤクルトの応援活動を行っていた。

## 関連事業
- クレジットカード事業
  - さくら野セゾンカード
2008年5月1日から発行が開始された、クレディセゾン発行・提携によるクレジットカード[65]。
  - さくら野カード
マイカルグループ時代に系列企業であったマイカルカード（現在のポケットカード）との提携によるカード。2008年にさくら野セゾンカードの募集を開始したことに伴い、新規加入を停止している。